# Claude-Marie Journet
Claude Marie Journet, né le 9 octobre 1760 à Saint-Bonnet-en-Bresse, mort en décembre 1797, est un homme politique français.

## Biographie
Il est le fils de Jean-Baptiste Journet, bourgeois à Saint-Bonnet-en-Bresse, et de Pierrette Delarue. Lieutenant général, criminel au bailliage et siège présidial de Chalon depuis le 14 janvier 1784, il se marie à Chalon-sur-Saône le 12 janvier 1785 avec Madeleine Catherine Julie Pezet, fille du directeur général des octrois de la province de Bourgogne à Chalon. 
Commandant de la garde nationale, officier municipal en 1789, il est maire de Chalon-sur-Saône au début de la Révolution (février 1790-novembre 1791). Il est député de Saône-et-Loire de 1791 à 1792 à l'Assemblée législative, membre du club des Jacobins, siégeant avec la majorité.

## Sources
- « Claude-Marie Journet », dans Adolphe Robert et Gaston Cougny, Dictionnaire des parlementaires français, Edgar Bourloton, 1889-1891 [détail de l’édition]
- Pierre Montarlot, « Les députés de la Saône-et-Loire aux assemblées de la Révolution (1789-1799) », Mémoire de la société éduenne, Autun, tome 32, 1904, pp. 133-257.